# Juventus Next Gen
Juventus Next Gen – włoski klub piłkarski, mający siedzibę w mieście Turyn, w północno-zachodniej części kraju, grający od sezonu 2018/19 w rozgrywkach Serie C.

## Historia
Chronologia nazw:
- 2018: Juventus Football Club U23
- 2022: Juventus Next Gen

Klub sportowy Juventus FC U23 został założony w miejscowości Turyn 3 sierpnia 2018 roku. W sezonie 2018/19 debiutował w rozgrywkach Serie C, zajmując 12. miejsce w grupie A. W 2020 klub zdobył Puchar Serie C w piłce nożnej.
Latem 2022 zmienił nazwę na Juventus Next Gen.

## Barwy klubowe, strój
|  |  |

Klub ma barwy biało-czerwone. Zawodnicy domowe spotkania zazwyczaj grają w białych koszulkach w czarne pasy, białych spodenkach (czasem czarnych) oraz białych getrach.

## Sukcesy

### Trofea międzynarodowe
Nie uczestniczył w rozgrywkach europejskich (stan na 31-05-2020).

### Trofea krajowe
| \| \| Zdobyte trofea w rozgrywkach Włoch (stan na: 31-08-2020) \| |                                                          |      |          |
| Rozgrywki                                                         | Osiągnięcie                                              | Razy | Sezon(y) |
| · Mistrzostwo                                                     | I miejsce                                                | 0    |          |
| · Mistrzostwo                                                     | II miejsce                                               | 0    |          |
| · Mistrzostwo                                                     | III miejsce                                              | 0    |          |
| · Puchar                                                          | zdobywca                                                 | 0    |          |
| · Puchar                                                          | finalista                                                | 0    |          |
| II liga                                                           | I miejsce                                                | 0    |          |
| II liga                                                           | II miejsce                                               | 0    |          |
| II liga                                                           | III miejsce                                              | 0    |          |
| Włochy                                                            | Zdobyte trofea w rozgrywkach Włoch (stan na: 31-08-2020) |      |          |

- Serie C (D3):
  - 10.miejsce (1x): 2019/20 (A)

### Inne trofea
- Puchar Serie C w piłce nożnej:
  - zdobywca (1x): 2019/20

## Struktura klubu

### Stadion
Klub piłkarski rozgrywa swoje mecze domowe na Stadio Giuseppe Moccagatta w mieście Alessandria o pojemności 5 926 widzów.

### Derby
- US Alessandria Calcio 1912
- Novara Calcio
- FC Pro Vercelli 1892